# Oneg Szabat

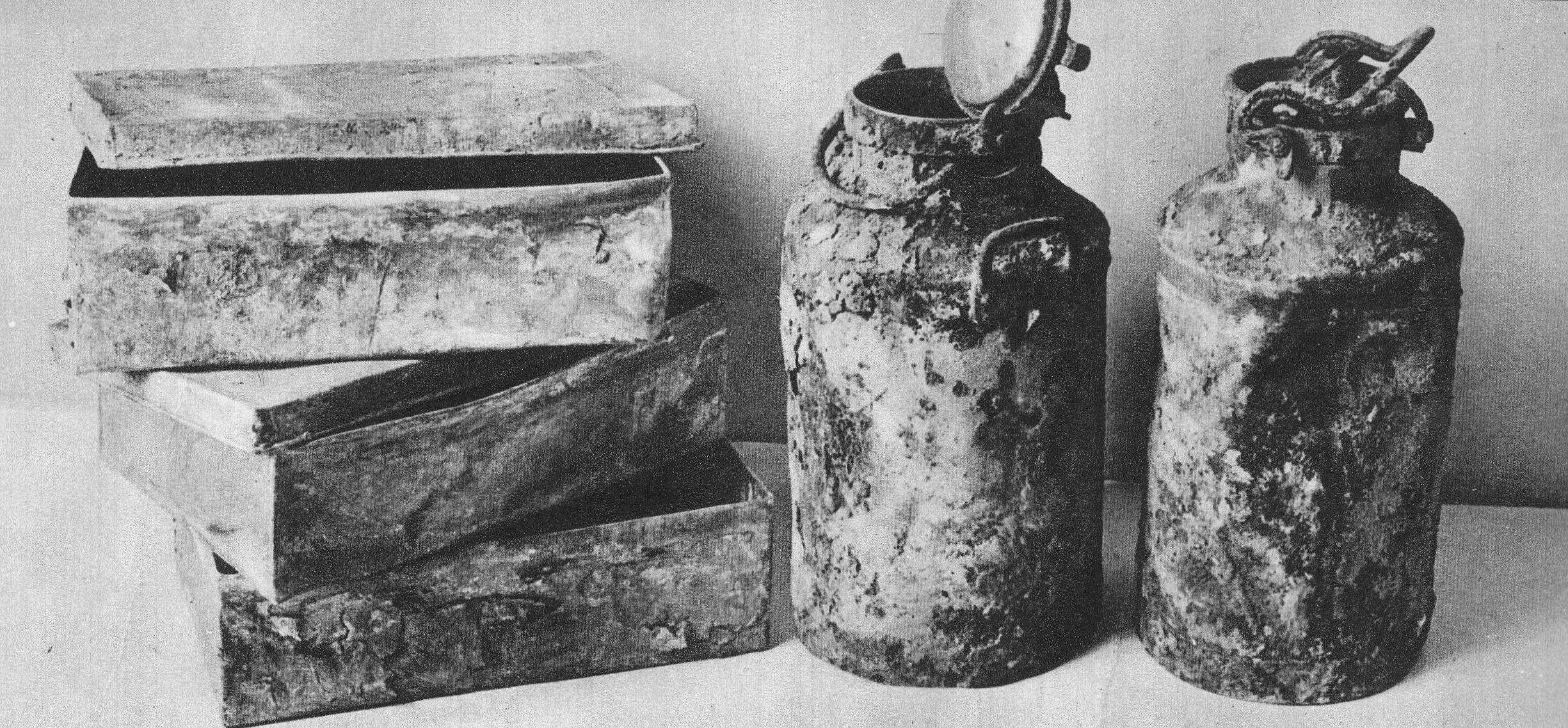
Trzy z dziesięciu metalowych skrzynek oraz dwie bańki na mleko, w których ukryto materiały Oneg Szabat

Oneg Szabat (hebr. ‏עונג שבת‎, dosł. radość szabatu; jid. ‏עונג־שבת‎ Ojneg-Szabes) – kryptonim podziemnej organizacji społecznej, założonej przez historyka Emanuela Ringelbluma w getcie warszawskim.
Oneg Szabat tworzyło kilkudziesięciu żydowskich literatów, nauczycieli, naukowców i działaczy społecznych – pozyskanych do współpracy przez Ringelbluma wiosną 1940. Początkowo miało formę konspiracyjnego archiwum, gromadzącego materiały i dokumenty obrazujące życie w getcie warszawskim. Z czasem przekształciło się jednak w prężny ośrodek badawczy, którego celem stało się badanie i dokumentowanie rozmaitych aspektów życia społecznego polskich Żydów pod okupacją niemiecką. Od 1942 Oneg Szabat stanowiło swoiste centrum informacyjne żydowskiego ruchu oporu, dokumentujące masową zagładę Żydów prowadzoną przez nazistowskie Niemcy. Po wojnie udało się odnaleźć dwie z trzech ukrytych części „Archiwum Ringelbluma”. Obecnie znajdują się one na liście „Pamięć Świata” (Memory of the World), obejmującej najcenniejsze zabytki światowego piśmiennictwa.

## Powstanie Oneg Szabat

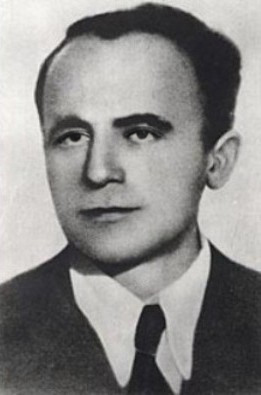
Emanuel Ringelblum

Emanuel Ringelblum należał w okresie międzywojennym do grona najbardziej cenionych historyków żydowskich średniego pokolenia. Był także aktywnym działaczem społecznym, współpracującym m.in. z American Jewish Joint Distribution Committee („Joint”). Po utworzeniu przez okupantów niemieckich zamkniętej dzielnicy żydowskiej w Warszawie (listopad 1940), Ringelblum wraz z rodziną został uwięziony w getcie. Mimo niesprzyjających warunków nie porzucił działalności społecznej. Aktywnie uczestniczył w pracach Centralnego Komitetu Pomocy (później Komitetu Koordynacyjnego), od września 1939 koordynującego działalność żydowskich organizacji humanitarnych i pomocowych w Warszawie. Po utworzeniu Żydowskiej Samopomocy Społecznej (Alejnhilf) stanął na czele jej Sekcji Pracy Społecznej.
Od pierwszych tygodni wojny Ringelblum pisał osobisty dziennik. Już w październiku 1939 zaczął także gromadzić materiały i dokumenty na temat sytuacji Żydów w okupowanej Polsce. Dzięki członkostwu we władzach ŻSS uzyskał dostęp do wielu interesujących źródeł informacji, m.in. mógł zapoznać się relacjami żydowskich uchodźców, których Niemcy wypędzili z rodzinnych miejscowości i przesiedlili do getta warszawskiego. Już wówczas przy zbieraniu materiałów pomagało mu kilku współpracowników. Zorientowawszy się, iż Niemcom nie zależy na kontrolowaniu życia intelektualnego i kulturalnego w getcie, Ringelblum doszedł do wniosku, że można zaryzykować nadanie tej działalności bardziej zorganizowanego charakteru. Począwszy od maja 1940 zdołał pozyskać do współpracy kilkudziesięciu żydowskich literatów, nauczycieli, naukowców i działaczy społecznych. Za datę formalnego utworzenia podziemnego archiwum getta uznaje się inauguracyjne zebranie w dniu 22 listopada 1940, które odbyło się w mieszkaniu Ringelbluma przy ul. Leszno 18. Organizacja przyjęła konspiracyjną nazwę Oneg Szabat (pol. „Radość soboty”, „Radość szabatu”). Kryptonim ten wybrano ze względu na fakt, iż zebrania członków odbywały się najczęściej w soboty. Za miejsce spotkań służyły biura ŻSS mieszczące się w budynku Głównej Biblioteki Judaistycznej przy ul. Tłomackie (obecnie siedziba Żydowskiego Instytutu Historycznego im. Emanuela Ringelbluma).
Podobne archiwa powstały również w kilku innych żydowskich gettach (białostockim, kowieńskim, łódzkim i wileńskim), lecz spośród nich Oneg Szabat było największe i najlepiej zorganizowane. Cechą wyróżniającą „Archiwum Ringelbluma” był zwłaszcza konspiracyjny charakter oraz całkowita niezależność od sprawującego władzę w getcie Judenratu. Zespół Oneg Szabat pozostawał dobrze zakorzeniony w strukturach podziemnych getta. Jego członkowie współpracowali z szerokim wachlarzem ugrupowań politycznych – od ortodoksyjnego Agudat Israel, poprzez Bund i Poalej Syjon, aż po komunistyczną PPR. Dążąc do zachowania ścisłej konspiracji kierownictwo archiwum dbało, aby do współpracy nie byli zapraszani twórcy lub badacze zbyt blisko powiązani z Judenratem bądź ośrodkami kolaboracyjnymi, takimi jak kierowana przez Abrahama Gancwajcha „Trzynastka”.

## Zespół
W latach 1940–1943 z podziemnym archiwum getta współpracowało ok. 50-60 osób (wliczając kopistów, maszynistki i innych pracowników technicznych). W gronie współpracowników Oneg Szabat znajdowały się osoby o rozmaitym wykształceniu, pochodzeniu społecznym, światopoglądzie, czy przekonaniach politycznych. Byli wśród nich zarówno przedstawiciele przedwojennej żydowskiej elity, jak i zubożali uchodźcy; zwolennicy radykalnej lewicy i osoby głęboko religijne; miłośnicy jidysz i zasymilowani Żydzi tworzący w języku polskim. Mimo tych różnic podziemne archiwum pozostawało zżytym kolektywem. Ringelblum wspominał:

„Współpracownicy Oneg Szabat stanowili i stanowią po dziś dzień jednolitą korporację, ożywioną jednym duchem, przepojoną jedną ideą. Oneg Szabat nie jest zrzeszeniem naukowców rywalizujących ze sobą i wzajemnie się zwalczających, lecz jednolitą korporacją, bratnim związkiem, w którym wszyscy nawzajem sobie pomagają i dążą do tego samego celu. Przez długie miesiące siedzieli przy jednym stole: pobożny rabin Huberband obok lewicowego poalesyjonisty – Hersza Wassera i ogólnego syjonisty – Abrahama Lewina. Mimo to współpraca była harmonijna”.

W ciągu trzech lat działalności ścisłe kierownictwo Oneg Szabat podlegało personalnym rotacjom. Do grona jego członków należeli jednak przede wszystkim: Ringelblum, Hersz Wasser, Eliahu Gutkowski, Icchak Giterman, Menachem Mendel Kon, Jehoszua Rabinowicz, Szmuel Winter, Aleksander Landau, Eliezer Lipe Bloch, Daniel Guzik i Abraham Lewin.
Ringelblum jako twórca i lider archiwum kierował przede wszystkim pracą merytoryczną. Funkcję sekretarzy Oneg Szabat, a zarazem najważniejszych po Ringelblumie członków kierownictwa, pełnili Eliahu Gutkowski i Hersz Wasser (zdaniem Ruty Sakowskiej „pod względem organizacyjnym i technicznym Oneg Szabat był dziełem Hersza Wassera”). Skarbnikiem i jednym z głównych sponsorów organizacji był Menachem Mendel Kon (przed wojną bogaty kupiec). Szczególną funkcję w kierownictwie pełnił Szmuel Winter – przed wojną bogaty przedsiębiorca, filantrop, a zarazem żarliwy obrońca kultury jidysz. Dzięki swoim kontaktom z Abrahamem Gepnerem był on swoistym łącznikiem ŻSS i Oneg Szabat z warszawskim Judenratem. W dużej mierze to dzięki jego wysiłkom było możliwe kontynuowanie prac archiwum po wielkiej deportacji latem 1942. Bezcenne z punktu widzenia Oneg Szabat kontakty mieli Icchak Giterman i Daniel Guzik, którzy przed wojną kierowali pracami polskiej filii „Jointu”, a w późniejszym czasie stanęli na czele ŻSS – trafiając tym samym do grona najbardziej wpływowych mieszkańców getta. Przedwojenni działacze społeczni i przedsiębiorcy – Eliezer Lipe Bloch, Aleksander Landau, Jehoszua Rabinowicz – byli protektorami i sponsorami archiwum. Rabinowicz był przy tym nieformalnym łącznikiem Oneg Szabat z najsilniejszym ugrupowaniem politycznym w getcie – socjalistycznym Bundem.
W gronie stałych współpracowników Oneg Szabat znajdowali się m.in. literaci i dziennikarze (Rachela Auerbach, Lejb Goldin, Jehuda Feld, Gustawa Jarecka, Henryka Łazowertówna, Perec Opoczyński, Jehoszua Perle, Zalman Skałow, Cecylia Słapakowa), nauczyciele (Bernard Kampelmacher, Aron Koniński, Abraham Lewin, Izrael Lichtensztajn) oraz ekonomiści (Menachem Linder, Jerzy Winkler). Jednym z najzdolniejszych współpracowników Ringelbluma był Szymon Huberband – młody rabin, a zarazem historyk samouk. Istotny wkład w prace archiwum wniósł także młody uchodźca Daniel Fligelman, będący m.in. autorem szeregu wywiadów z żydowskimi uchodźcami i świadkami niemieckich zbrodni. Ponadto Ringelblum i Wasser wciągnęli do współpracy kilku swoich towarzyszy z lewicowej partii Poalej Syjon-Lewica. W grupie tej znaleźli się Natan Smolar, Nechemiasz Tytelman, Mordechaj Szwarcbard, Jechiel Górny oraz wspomniany wcześniej Izrael Lichtensztajn. W 1942 Ringelblum nawiązał także współpracę z przywódcami młodzieżowego ruchu Haszomer Hacair. Przedstawiciele organizacji (Józef Kapłan, Szmuel Bresław) zostali wówczas włączeni w prace Oneg Szabat.
W archiwum zachowały się utwory kilku znanych literatów, niebędących jednak stałymi współpracownikami Oneg Szabat (tworzyli oni zarówno w jidysz i po hebrajsku, jak też po polsku). Byli to w szczególności: Szlomo Gilbert, Icchak Kacenelson, Josef Kirman, Kalman Lis i Władysław Szlengel. W zasobach archiwum znalazły się także materiały sporządzone przez Janusza Korczaka.

## Obszary zainteresowania i narzędzia badawcze

### Pierwszy okres działalności
Oneg Szabat było pierwotnie pomyślane jako centrum dokumentacji, ośrodek gromadzenia materiałów dających wszechstronny obraz życia Żydów pod niemiecką okupacją. W tym celu współpracownicy archiwum zbierali dokumenty urzędowe, akta rozmaitych instytucji społecznych działających w warszawskim getcie (ŻSS, komitetów domowych, „Centosu”), prasę, biuletyny, utwory literackie oraz obwieszczenia i plakaty rozlepiane przez Judenrat bądź władze niemieckie. Oneg Szabat gromadziło także grafikę i obrazy, fotografie, kartki żywnościowe, afisze teatralne, zaproszenia na koncerty, czytanki z sierocińców, a nawet bilety tramwajowe, papierki po cukierkach, czy karty dań z restauracji. Chętnie przyjmowano dzienniki, pamiętniki oraz prywatną korespondencję (nie wyłączając kartek pocztowych). Integralną część archiwum getta stanowiły osobiste, własnoręcznie pisane notatki, szkice i eseje Ringelbluma – wydane po wojnie jako „Kronika getta warszawskiego” (chronologicznie obejmują okres od października 1939 do jesieni 1943).
Po pewnym czasie ilość zebranych materiałów była już tak duża, że kierownictwo archiwum doszło do wniosku, iż mogą one posłużyć jako baza źródłowa dla oryginalnych projektów badawczych. Ze względu na fakt, iż z Oneg Szabat współpracowały osoby o rozmaitych poglądach, wykształceniu i zainteresowaniach, tematyka badań podejmowanych przez organizację była bardzo szeroka. Ringelblum i jego współpracownicy analizowali m.in. zmiany, jakie spowodowała wojna w strukturze demograficznej i zawodowo-społecznej Żydów polskich; życie gospodarcze, kulturalne i religijne w gettach; sytuację Żydów na prowincji; położenie Żydów na terenach pod okupacją ZSRR; położenie dzieci i młodzieży żydowskiej; sytuację żydowskich kobiet; rolę warszawskiego Judenratu i żydowskiej policji; położenie rozmaitych grup społecznych; zjawisko głodu, korupcji, demoralizacji. Przeprowadzono ankietę wśród intelektualistów żydowskich, której celem było zbadanie ich poglądów na temat przyszłości narodu żydowskiego. Oneg Szabat planował również opracowanie syntetycznych monografii nt. stosunków niemiecko-żydowskich oraz stosunków polsko-żydowskich w czasie II wojny światowej. Ringelblum twierdził, że „nie było w czasie wojny w życiu Żydów ani jednego doniosłego zjawiska, które nie znalazłoby odzwierciedlenia w materiałach Oneg Szabat.
Jednym z najbardziej śmiałych projektów badawczych był zamiar opracowania kompleksowej monografii, zatytułowanej roboczo „Dwa i pół roku wojny”. Jej celem miał być całościowy i wszechstronny opis życia Żydów w okupowanej Polsce – ze szczególnym uwzględnieniem sytuacji w getcie warszawskim. Monografia miała się składać z czterech części: ogólnej, gospodarczej, kulturalno-naukowo-literacko-artystycznej, a z także osobnej części nt. pomocy społecznej w getcie. W ramach projektu „Dwa i pół roku wojny” zamierzano poruszyć większość z wspomnianych powyżej zagadnień szczegółowych. Przystąpienie przez Niemców do „ostatecznego rozwiązania kwestii żydowskiej” uniemożliwiło sfinalizowanie tych prac. W archiwum getta zachowało się jednak wiele szczegółowych opracowań, szkiców, instrukcji, materiałów tezowych, ankiet i rękopisów – będących fragmentami planowanej publikacji.
Współpracownicy Oneg Szabat stosowali nowoczesne metody kompleksowych badań interdyscyplinarnych z pogranicza historii i socjologii. Ringelblum wraz ze swymi współpracownikami nakreślał plany i ustalał metody badawcze. Na podstawie wytycznych kierownictwa opracowywano następnie szczegółowe tezy oraz instrukcje do studiów monograficznych. Na potrzeby prowadzonych badań przygotowywano ankiety i kwestionariusze z pytaniami, a także wzory relacji. Dbano o obiektywizm oraz wszechstronny i szczegółowy opis badanego zjawiska. Korzystając z kamuflażu, który dawało zatrudnienie w legalnych strukturach ŻSS, współpracownicy archiwum przeprowadzali wywiady z mieszkańcami getta i uchodźcami z mniejszych miejscowości, starając się przy tym, aby reprezentowali oni szeroki przekrój społeczeństwa. Pod tą samą przykrywką Oneg Szabat gromadziło również korespondencję i pamiętniki, a nawet urządzało konkursy literackie, których celem było zebranie relacji i obserwacji Żydów, dotyczących zagadnień pozostających w zakresie zainteresowań badaczy. Celem zabezpieczenia uzyskanych informacji wiele dokumentów i opracowań zostało skopiowanych.
Koszty działalności Oneg Szabat były pokrywane z dwóch źródeł. Pierwszym z nich był Zakład Zaopatrzenia przy gminie żydowskiej (kierowany przez Szmuela Wintera). Przez pewien czas drugim kanałem finansowania była natomiast polska sekcja „Jointu”, która zaciągała w tym celu pożyczki u zamożnych Żydów. Archiwum getta wspierali także prywatni sponsorzy, tacy jak Menachem Mendel Kon, Szmuel Winter, Jehoszua Rabinowicz i Aleksander Landau.

### Dokumentowanie Holokaustu

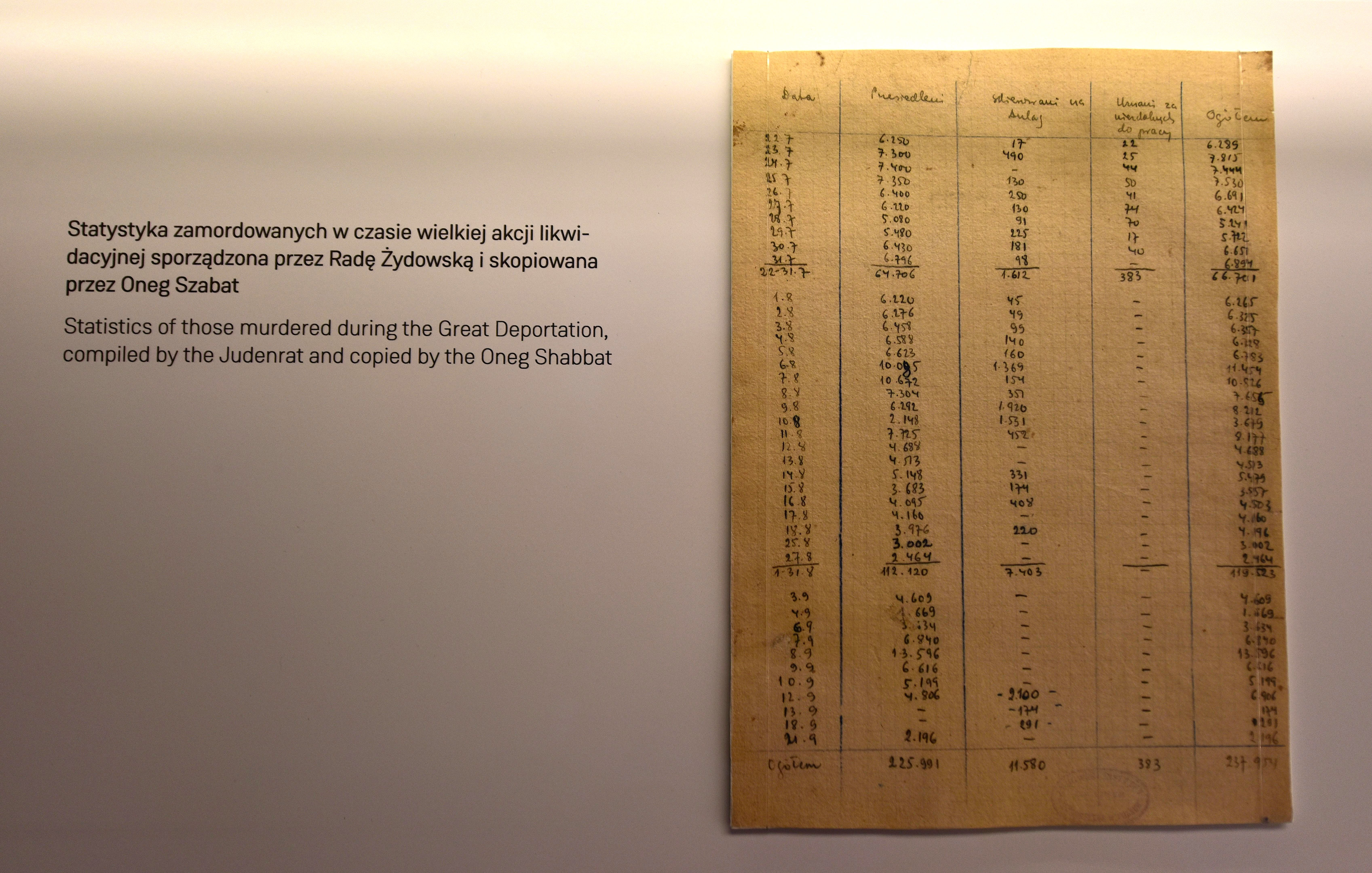
Jeden z dokumentów Oneg Szabat – statystyka ofiar wielkiej akcji deportacyjnej w getcie warszawskim latem 1942

Pod koniec 1941 do getta warszawskiego zaczęły napływać informacje o masowych mordach dokonywanych przez Niemców na ludności żydowskiej – początkowo z Kresów Wschodnich, a później z terenów całej Polski. Na początku 1942 roku małżeństwo Wasserów skontaktowało się z Szlamą Ber Winerem, uciekinierem z obozu zagłady w Chełmnie nad Nerem, który zdał relację nt. prowadzonej tam akcji eksterminacyjnej. Wkrótce współpracownicy archiwum uzyskali także informacje o ludobójstwie dokonywanym przez Niemców w obozach zagłady w Sobiborze i Treblince.
Wieści o rozpoczęciu masowej eksterminacji narodu żydowskiego, jak również utworzenie przez część lewicowych środowisk w getcie tzw. Bloku Antyfaszystowskiego, spowodowały zmianę priorytetów badawczych Oneg Szabat. Wiosną 1942 podziemne archiwum getta przekształciło się w swoiste centrum informacyjne żydowskiego ruchu oporu, a jego głównym zadaniem stało się dokumentowanie zbrodni na ludności żydowskiej popełnianych przez Niemców w okupowanej Polsce. Do 1943 Oneg Szabat wydawało własne biuletyny informacyjne w języku polskim i jidysz („Mitejlungen” i „Wiadomości”), ostrzegające mieszkańców getta oraz polski ruch oporu o ludobójczych zamiarach Niemców. Gromadzono dowody niemieckich zbrodni, m.in. relacje świadków, niemieckie obwieszczenia oraz korespondencję Judenratu. Raporty Oneg Szabat były za pośrednictwem polskiego podziemia przekazywane do stolic państw alianckich. Napływające z getta informacje przyczyniły się m.in. do wydania deklaracji państw koalicji antyhitlerowskiej z 17 grudnia 1942, w której potępiono ludobójczą politykę III Rzeszy wobec Żydów oraz zapowiedziano ukaranie sprawców zbrodni.
Od drugiej połowy 1942 Oneg Szabat dokumentował również działalność żydowskiego ruchu oporu, z którym aktywnie współpracował Ringelblum i wielu jego kolegów. Od listopada 1942 formalną opiekę nad archiwum getta sprawował Żydowski Komitet Narodowy.

## Losy archiwum oraz jego twórców

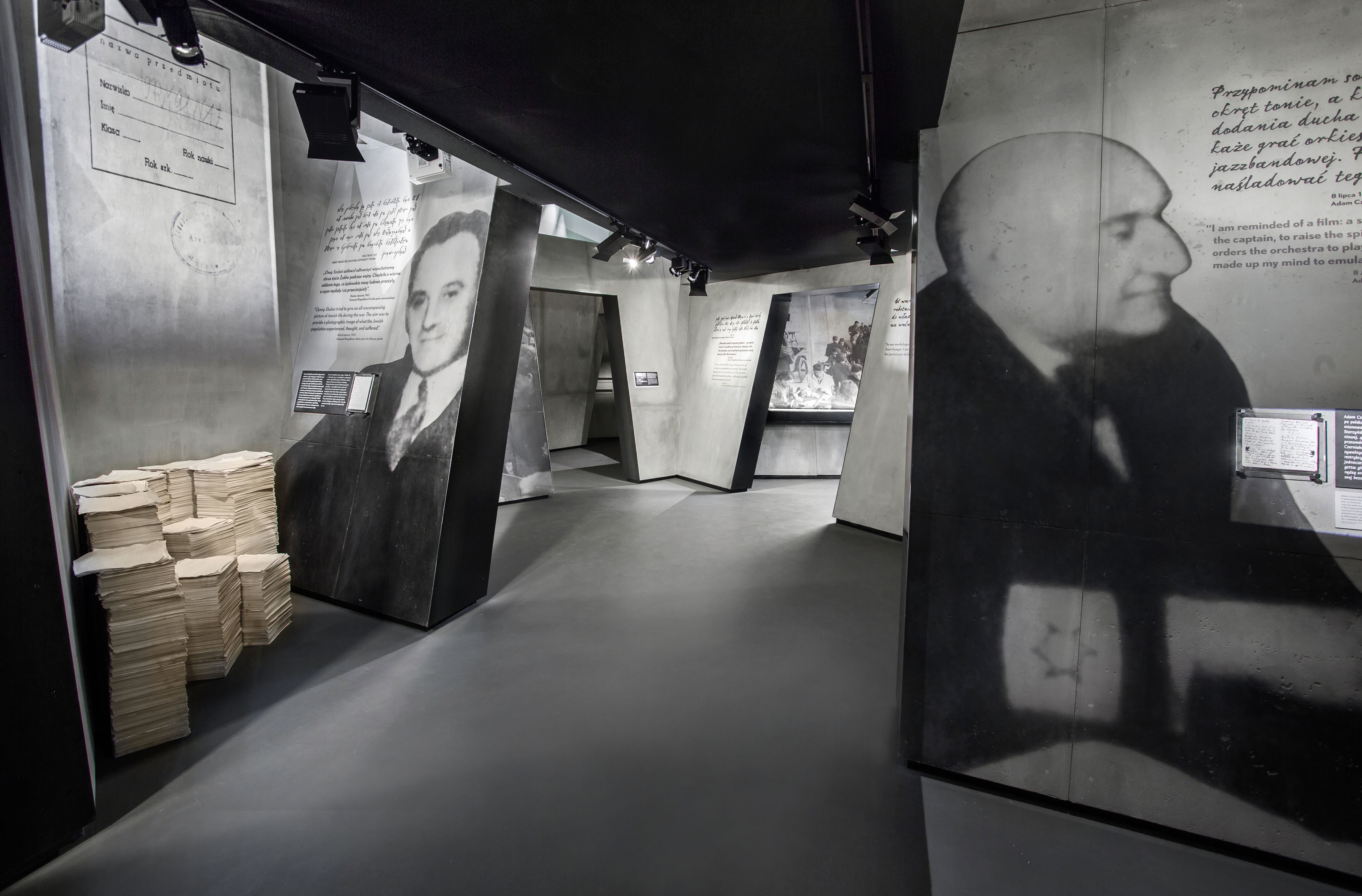
Fragment galerii Zagłada poświęcony Oneg Szabat w Muzeum Historii Żydów Polskich

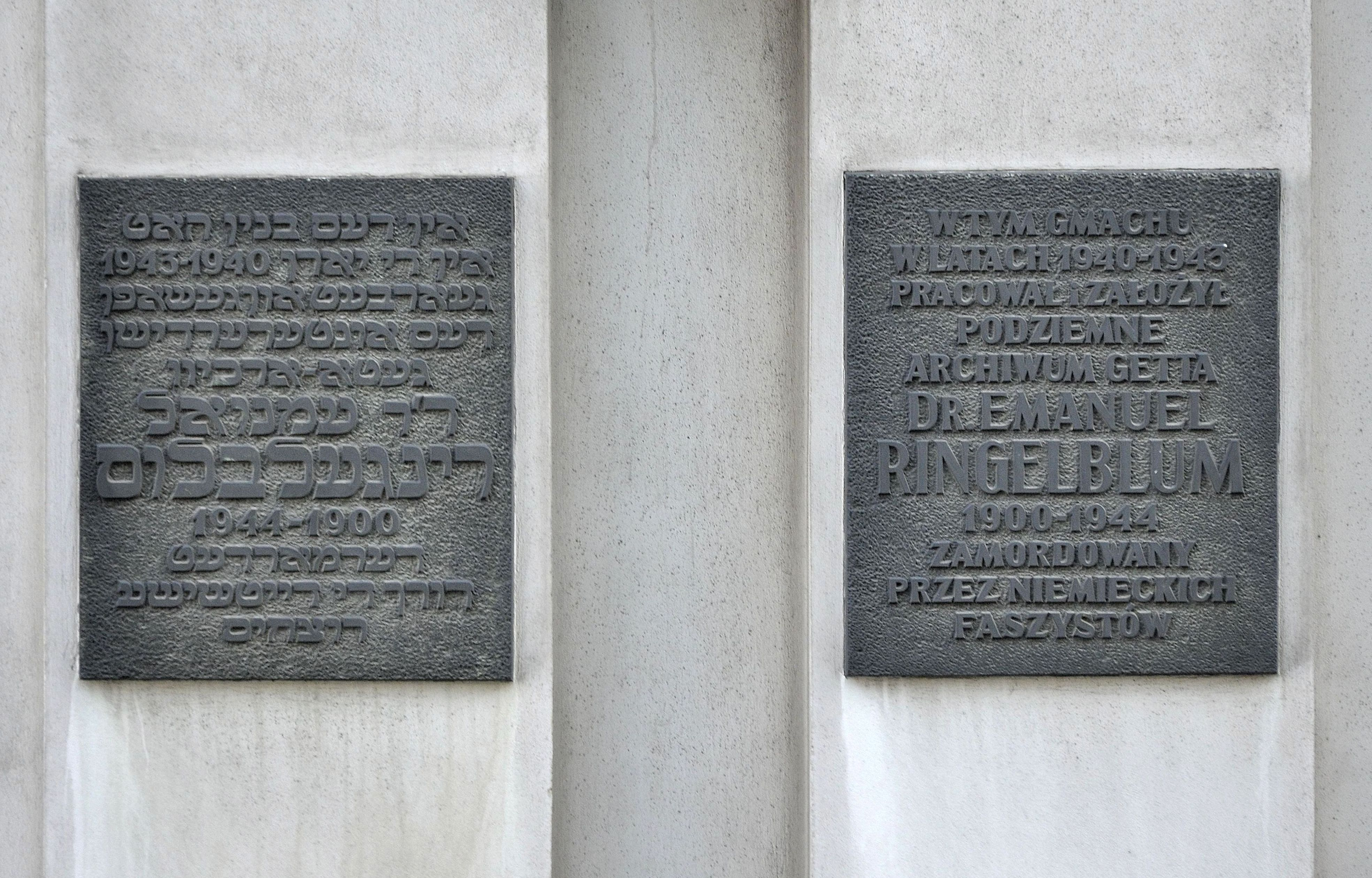
Tablice przy wejściu do gmachu Żydowskiego Instytutu Historycznego upamiętniające Emanuela Ringelbluma i podziemne archiwum getta

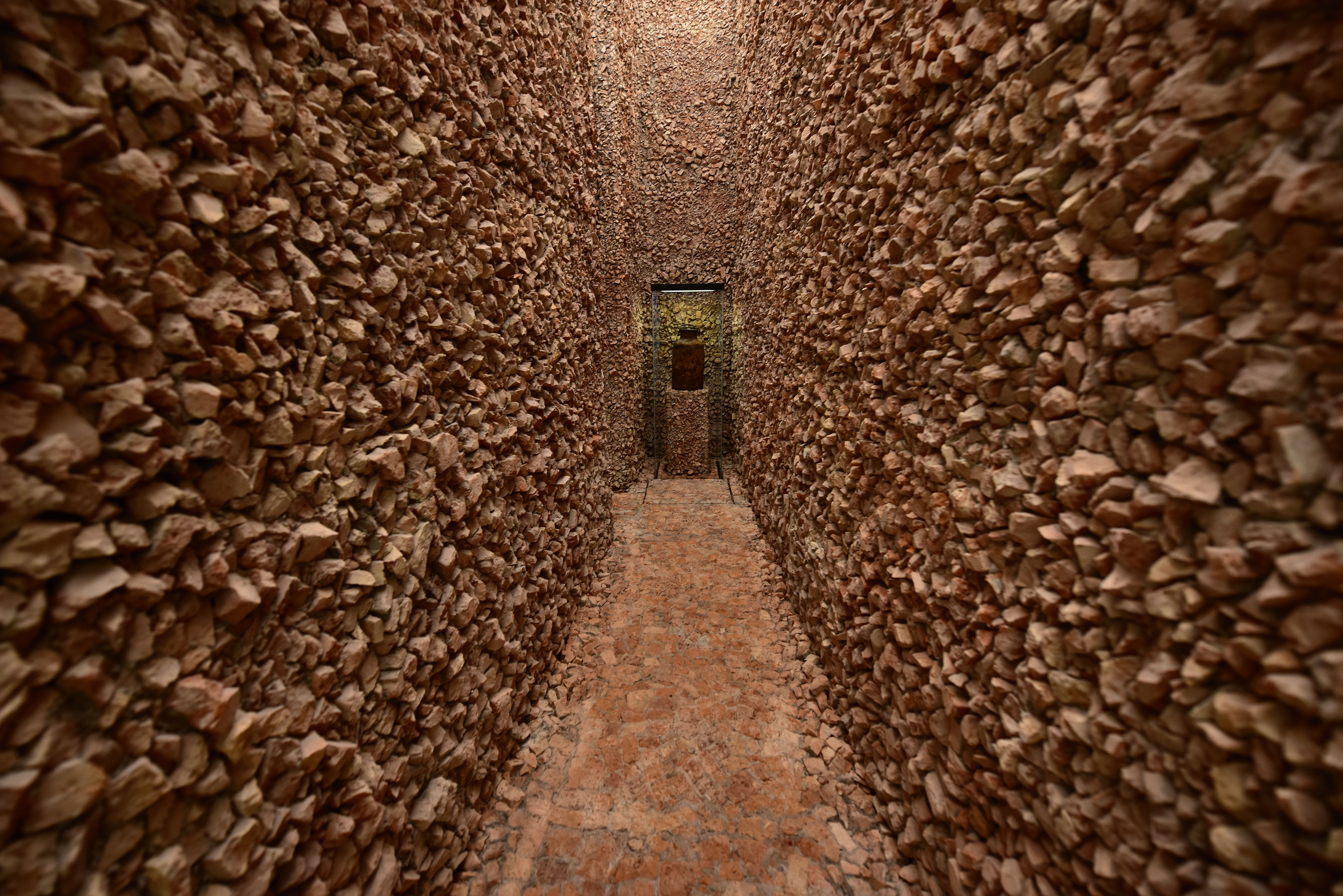
Oryginalna bańka na mleko na wystawie stałej Czego nie mogliśmy wykrzyczeć światu w Żydowskim Instytucie Historycznym

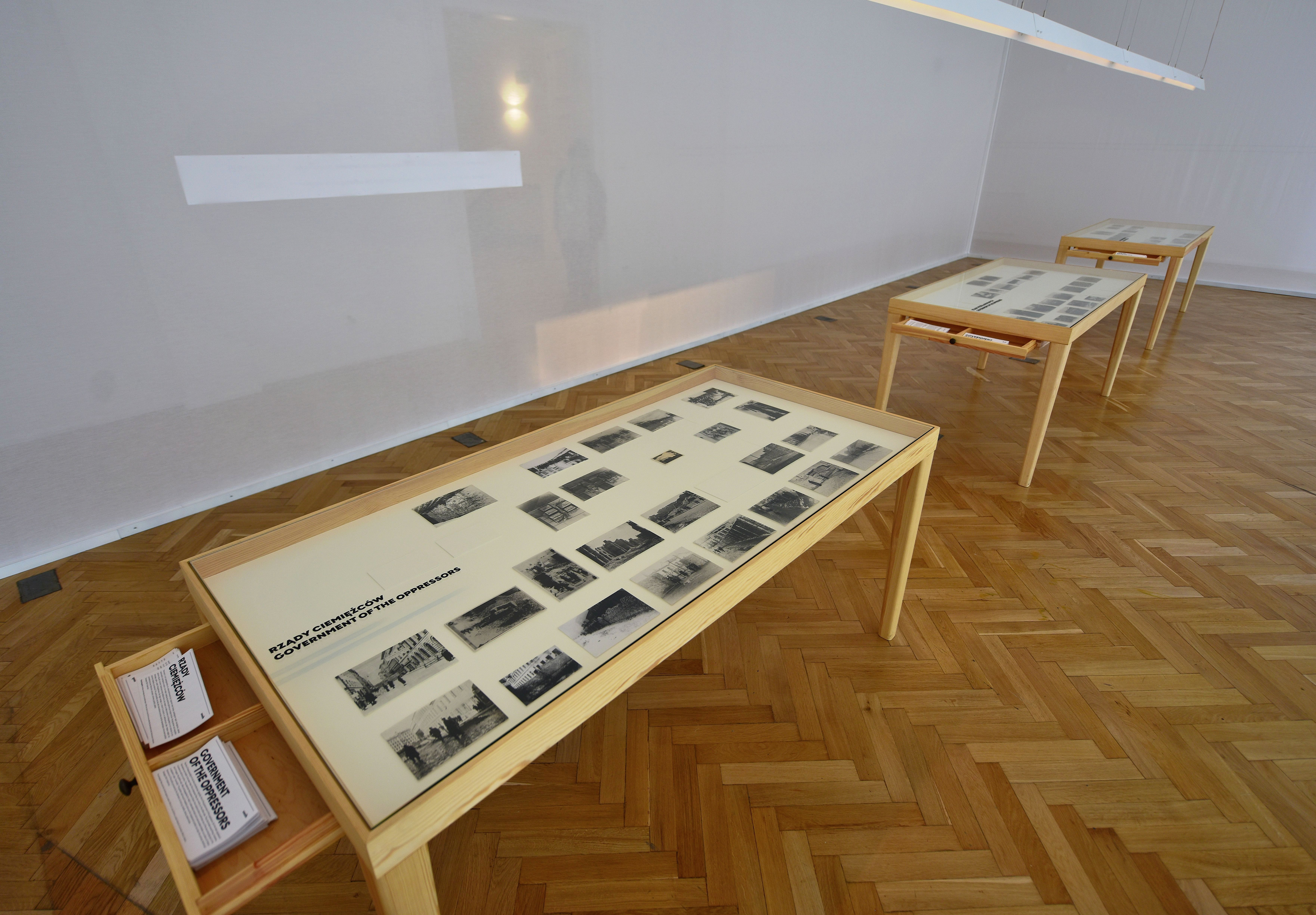
Fragment wystawy Światło negatywu w Żydowskim Instytucie Historycznym z 76 zachowanymi fotografiami z Archiwum Ringelbluma pokazującymi zamkniętą społeczność warszawskiego getta (2019)

Latem 1942 Niemcy przeprowadzili wielką akcję deportacyjną w getcie warszawskim, w wyniku której wywieziono do komór gazowych Treblinki blisko 300 000 Żydów. Mimo wysiłków Ringelbluma i Gitermana, który będąc członkami władz ŻSS starali się wyciągnąć z Umschlagplatzu jak najwięcej swoich współpracowników, organizacja poniosła wówczas dotkliwe straty osobowe. W gronie ofiar wywiezionych do Treblinki lub zastrzelonych na ulicach getta znaleźli się m.in. Szmuel Bresław, Daniel Fligelman, Szymon Huberband, Józef Kapłan, Aron Koniński, Henryka Łazowertówna, Cecylia Słapakowa, Nechemiasz Tytelman i Jerzy Winkler. W efekcie działalność Oneg Szabat została sparaliżowana na kilka miesięcy. Później, gdy sytuacja w getcie nieco się ustabilizowała, prace archiwum zostały wznowione. Całkowita likwidacja getta była jednak tylko kwestią czasu. Podczas akcji wysiedleńczej w styczniu 1943 esesmani zastrzelili Icchaka Gitermana. W tym samym czasie zginęła także Gustawa Jarecka oraz Abraham Lewin i Perec Opoczyński. Nieco ponad miesiąc później Ringelblum i Wasser opuścili getto, aby ukryć się „po aryjskiej stronie”. W praktyce oznaczało to paraliż prac Oneg Szabat. Po wybuchu powstania w getcie warszawskim organizacja ostatecznie przestała istnieć.
Tymczasem już od lata 1942 podejmowano próby ukrycia zasobów Oneg Szabat. Zadanie to Ringelblum powierzył Izraelowi Lichtensztajnowi, którego wspomogli dwaj młodzi uczniowie – Dawid Graber i Nachum Grzywacz. 3 sierpnia 1942 pierwsza część archiwum została ukryta w piwnicach budynku przy ul. Nowolipki 68, gdzie przed wojną mieściła się żydowska świecka szkoła podstawowa im. Bera Borochowa (Lichtensztajn był jej dyrektorem). W lutym 1943 w tym samym miejscu ukryto także drugą część archiwum. Ostatnia część archiwum została zakopana na terenie warsztatu szczotkarskiego przy ul. Świętojerskiej 34. Ukryto ją tam 4 kwietnia 1943, na piętnaście dni przed wybuchem powstania w getcie.
Po ucieczce z getta Ringelblum wraz z żoną i synem znalazł schronienie w podziemnym schronie przy ul. Grójeckiej 81 w Warszawie (tzw. Bunkier „Krysia”). Tam kontynuował dokumentowanie losu Żydów w okupowanej Polsce, pisząc m.in. swój słynny esej o stosunkach polsko-żydowskich w czasie drugiej wojny światowej. W marcu 1944 schron został jednak odkryty przez Gestapo. Trzy dni później rodzinę Ringelblumów wraz z pozostałymi lokatorami i opiekunami „Krysi” rozstrzelano w ruinach getta warszawskiego. Większość współpracowników Ringelbluma również nie doczekała końca okupacji. Ostatecznie wojnę przeżyło tylko trzech członków Oneg Szabat – Hersz i Bluma Wasserowie oraz Rachela Auerbach.
Po wojnie z inicjatywy Wassera rozpoczęto poszukiwania ukrytych zasobów Oneg Szabat. 18 września 1946 w ruinach domu przy ul. Nowolipki 68 odnaleziono pierwszą część archiwum, zawierającą przede wszystkim materiały z okresu od października 1939 do sierpnia 1942. Zostały one zapakowane do nieszczelnych cynowych lub ocynkowanych skrzyń, na skutek czego część dokumentacji uległa zniszczeniu, a reszta wymagała renowacji. Ukryta w tym samym budynku druga część archiwum została przypadkowo odkryta przez polskich robotników w grudniu 1950. Zapakowano ją do blaszanych konwi na mleko, dzięki czemu zachowała się w lepszym stanie. Mimo intensywnych poszukiwań nie udało się natomiast odnaleźć trzeciej części archiwum, zawierającej materiały z okresu bezpośrednio poprzedzającego powstanie w getcie (m.in. opisujące genezę żydowskiego ruchu oporu). W ruinach przy ul. Świętojerskiej 34 znaleziono jedynie kilka zwęglonych kartek z dziennika Szmuela Wintera. W 2003 podjęto jeszcze jedną próbę odnalezienia zaginionej części „Archiwum Ringelbluma”. Prace archeologiczne, prowadzone na terenie znajdującej się obecnie w tym miejscu ambasady ChRL, zakończyły się jednak niepowodzeniem.
„Archiwum Ringelbluma” (oficjalna nazwa: „Konspiracyjne Archiwum Getta Warszawskiego. Archiwum Emanuela Ringelbluma”) znalazło się w zbiorach Żydowskiego Instytutu Historycznego w Warszawie (ŻIH). Liczy ono 1680 jednostek archiwalnych (ok. 25 tys. kart). Jest przechowywany w specjalnym, nowoczesnym skarbcu na pierwszym piętrze siedziby ŻIH przy ul. Tłomackie 3/5.
Dokumenty Oneg Szabat są wykorzystywane przez historyków od lat 50. Stanowią jeden z najważniejszych zasobów archiwalnych do dziejów Zagłady Żydów, a w szczególności do dziejów Holokaustu w okupowanej Polsce. Stanowią także unikalną i wszechstronną dokumentację rozmaitych aspektów życia społecznego polskich Żydów w okresie okupacji niemieckiej. W 1999 roku UNESCO umieściło „Archiwum Ringelbluma” na liście „Pamięć Świata” (Memory of the World), obejmującej najcenniejsze zabytki światowego piśmiennictwa.

## Publikacje dokumentów zgromadzonych przez Oneg Szabat
Począwszy od 1948 roku osobiste notatki Ringelbluma spisane w jidysz były publikowane na łamach wydawanego przez Żydowski Instytut Historyczny kwartalnika „Bleter far Geszichte”. W latach 1951–1958 część z nich przetłumaczono na język polski i opublikowano na łamach „Biuletynu ŻIH”. Dwukrotnie zostały także wydane w Polsce w formie książkowej, w języku żydowskim (1952, 1961–1963). Pełne wydanie okupacyjnych notatek i szkiców Ringelbluma – przetłumaczonych na język polski przez Adama Rutkowskiego i zredagowanych przez Artura Eisenbacha – opublikowano w 1983 roku pod tytułem Kronika getta warszawskiego.
Na przełomie XX i XXI wieku prowadzono prace nad konserwacją i digitalizacją materiałów odnalezionych w „Archiwum Ringelbluma”. W latach 2001–2003 opracowano natomiast nowy inwentarz kolekcji. Od 1997 roku dokumenty Oneg Szabat są wydawane przez ŻIH w formie edycji książkowej, w przekładzie na język polski. Do 2018 roku opublikowano 36 tomów, a także inwentarz po kolekcji autorstwa Tadeusza Epszteina.

## Film
Historia grupy Oneg Szabat została ukazana w fabularyzowanym filmie dokumentalnym Kto napisze naszą historię? z 2018 r. (reż. Roberta Grossman). W scenach fabularnych wystąpili m.in. Piotr Głowacki (w roli Emanuela Ringelbluma), Jowita Budnik (w roli Racheli Auerbach), Wojciech Zieliński (w roli Abrahama Lewina) i Piotr Jankowski (w roli Hersza Wassera).

## Upamiętnienie

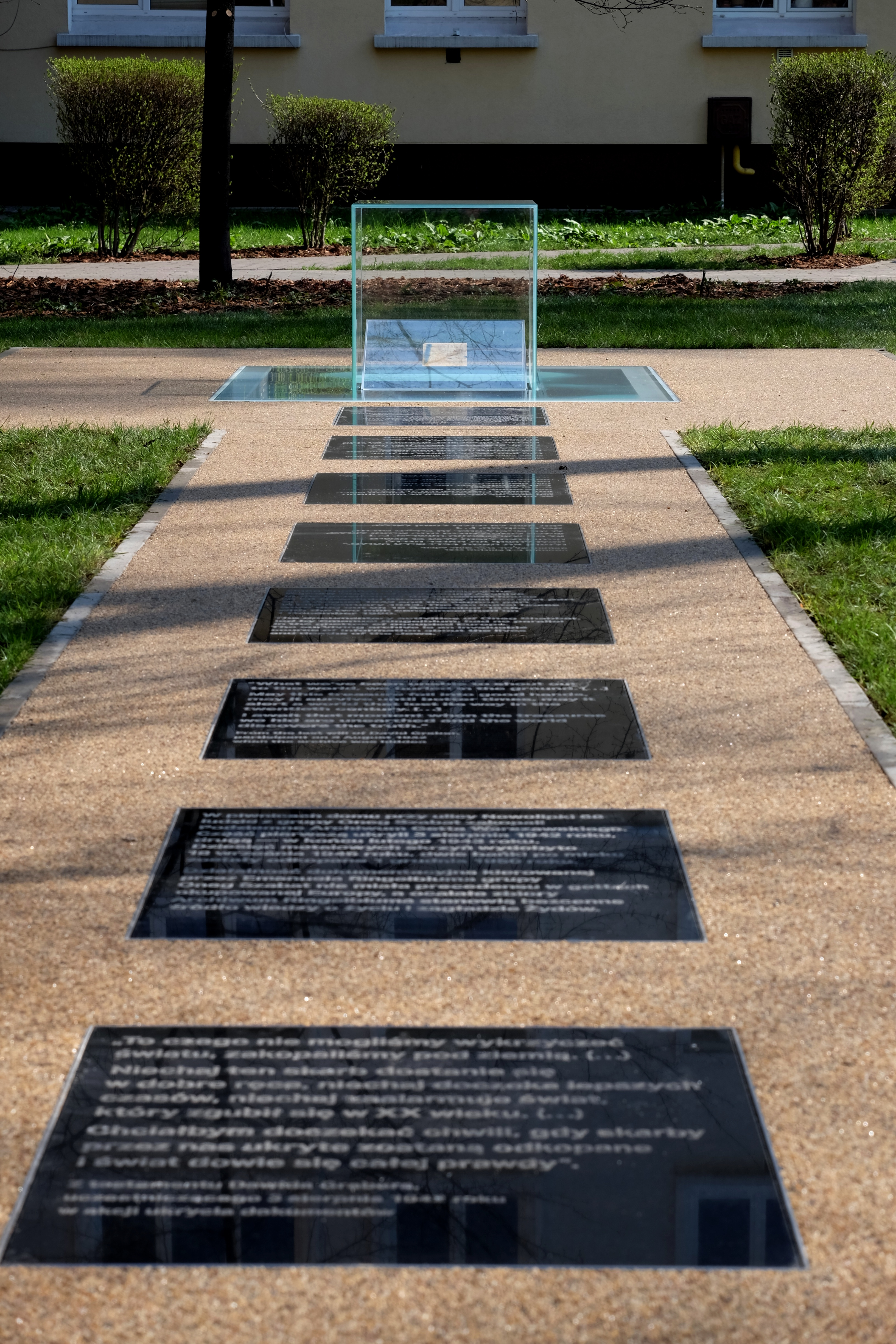
Upamiętnienie Archiwum Ringelbluma na skwerze między blokami mieszkalnymi przy ul. Nowolipki 28 i 30

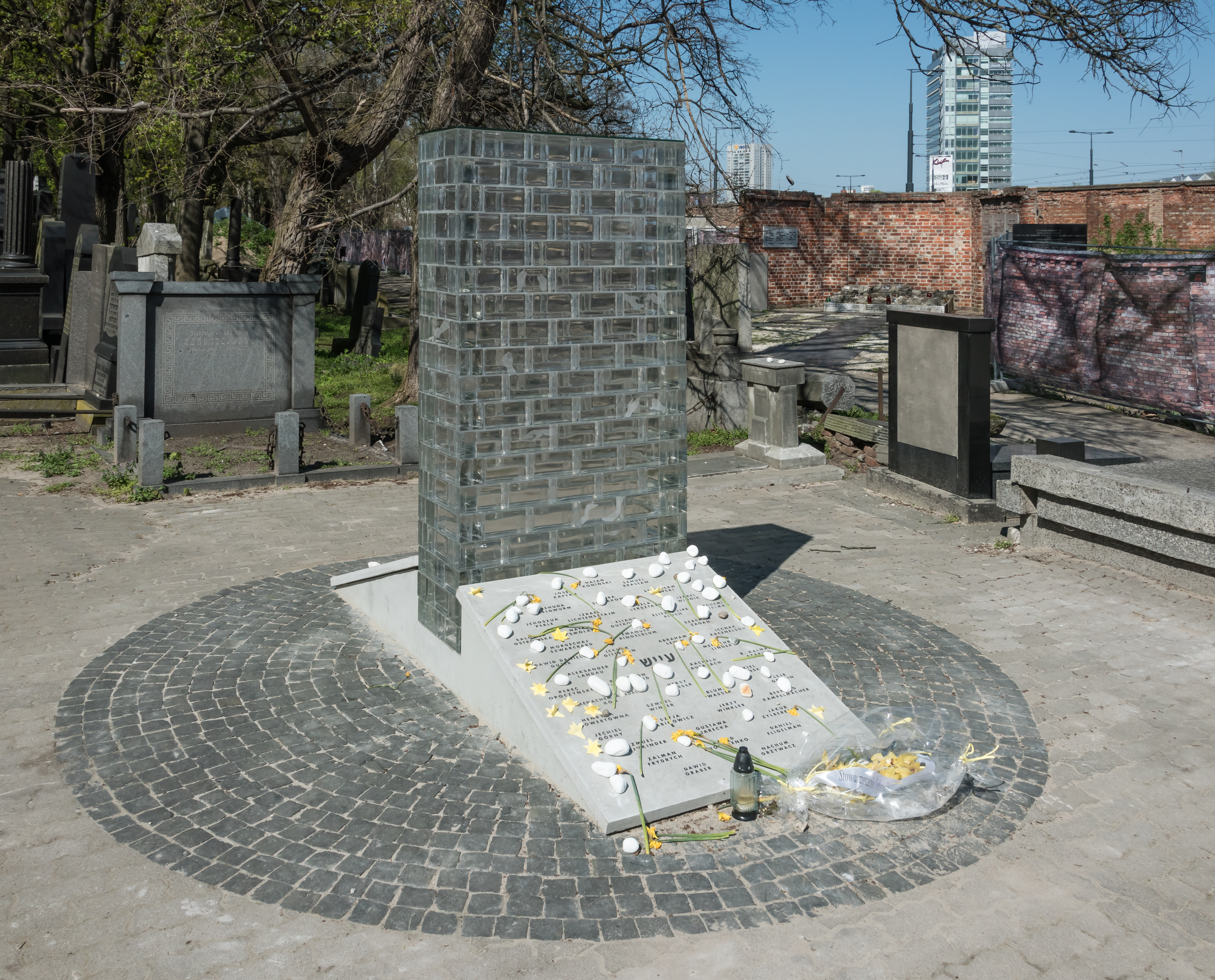
Grób symboliczny grupy Oneg Szabat na cmentarzu żydowskim przy ul. Okopowej

19 kwietnia 2021 na skwerze między blokami mieszkalnymi przy ul. Nowolipki 28 i 30, w miejscu odnalezienia w 1946 pierwszej części archiwum, odsłonięto pomnik zaprojektowany przez Łukasza Mieszkowskiego i Marcina Urbanka.
22 lipca 2021, w 79. rocznicę rozpoczęcia wielkiej akcji likwidacyjnej getta warszawskiego, odbył się po raz dziesiąty Marsz Pamięci, zorganizowany przez Żydowski Instytut Historyczny. Marsz ten, upamiętniający 300 tysięcy żydowskich mieszkańców Warszawy, którzy latem 1942 zostali wywiezieni do obozu zagłady w Treblince, był w szczególności poświęcony nauczycielom związanym z grupą Oneg Szabat: Abrahamowi Lewinowi, Emanuelowi Ringelblumowi, Eliaszowi Gutkowskiemu, Izraelowi Lichtensztajnowi, Stefanii Szwajgier (kierowniczce dziewczęcego gimnazjum „Jehudija” mieszczącego się przy ul. Długiej 55 w Warszawie) i innym.
14 kwietnia 2023 na cmentarzu żydowskim przy ul. Okopowej odsłonięto grób symboliczny grupy Oneg Szabat, będący pierwszym imiennym upamiętnieniem jej członków w przestrzeni Warszawy.